# Nidaa Tounes (partido)
Nidaa Tounes (em árabe: حركة نداء تونس‎; em francês: Appel de la Tunisie) é um partido político da Tunísia. 
O partido foi fundado em 2012, por Beji Caid Essebi, para defender as liberdades individuais e o secularismo que, segundo Essebi, estavam a ser postas em causas pelo "extremismo islâmico". A criação do partido contou também com a participação de Nabil Karoui, uma das principais figuras tunisianas devido ao fato de controlar importante conglomerado de veículos de comunicação, Karoui é CEO da Karoui & Karoui World e proprietário da estação de televisão tunisiana Nessma.
O partido descreve-se como progressista, social-democrata e defensor dos ideais de Habib Bourguiba, primeiro presidente do país. Além de mais, o partido define-se como um partido de esquerda moderado, colocando-se no centro-esquerda. Importa referir que, o partido tem uma importante ala que defende o liberalismo económico.

## Resultados eleitorais

### Eleições legislativas
| Data | Votos     | %         | Deputados | Status  |
| ---- | --------- | --------- | --------- | ------- |
| 2014 | 1 279 941 | 37,6 (#1) | 86 / 217  | Governo |

### Eleições presidenciais
| Data | Candidato apoiado | 1ª Volta  | 1ª Volta  | 2ª Volta  | 2ª Volta  |
| Data | Candidato apoiado | Votos     | %         | Votos     | %         |
| ---- | ----------------- | --------- | --------- | --------- | --------- |
| 2014 | Béji Caïd Essebsi | 1 289 384 | 39,5 (#1) | 1 731 529 | 55,7 (#1) |